# 佐藤政樹
佐藤 政樹（さとう まさき、本名:佐藤晃仁、1975年9月26日-）は、日本の実業家。『劇団四季』出身で『気象予報士』という異色の経歴を持つ人材育成トレーナーとして講演を行うほか、講師として活動する。

## 人物・略歴
1975年生まれ。静岡県浜松市出身。少年時代はサッカーに熱中。浜松日体高校卒。1998年明治大学理工学部卒。 大学を卒業したものの、就職活動で全く内定が取れず、フリーターに。人材派遣業の営業職をアルバイトで見つけるが、戦力外通告を受け以降は引きこもる。しかし、アルバイトで知り合った男性が海で溺死する事故があり、葬儀に出席した際に棺桶の中の男性の顔を見た瞬間、人生1回きりであることを痛感し「変わらなきゃダメだな」と感じた。友人と劇団四季を観に行き、23歳の誕生日に、一念発起し劇団四季への入団を決意。23歳からクラッシックバレエを始める。27歳で合格するまでの5年間に、テレアポ、チラシ配り、携帯電話販売員、土木作業員、人体実験、銀座の夜の仕事などの数多くのアルバイトを行う内に「人見知り」を克服。28歳にして『劇団四季』と『気象予報士』のダブル合格を果たす。劇団四季では、『ハムレット』で初舞台を踏み、『ライオンキング』の出演のほか、入団8年目に『人間になりたがった猫』 で主役のライオネル役を務める。その際に劇団四季創業者・浅利慶太から直接「伝わる言葉」の本質をマンツーマンで学ぶ。年間200-250回の舞台をこなし、10年間で約2,000回以上の舞台を経験。渡邉美樹から人生で初めて講演の機会（夢達人ライヴ）を得て、人材育成に関わる仕事をセカンドキャリアとして生きていくことを決意し、劇団四季を退団。
講演家を目指し劇団四季を退団するも仕事はなく、未経験の飛び込み営業の会社に就職。最初は芽が出なかったものの、浅利慶太直伝の「伝わる言葉」と自ら編み出したという「人を惹きつける話し方の技術」を活用し、約500名の社員中で「多大なる貢献をした社員第2位」を獲得。その後、こうした経験から「人には無限の可能性がある」と信じるにいたり、自身の経験をもとに講話で、全国の教育機関や学校での講演や企業研修を行うようになる。プレゼンイベントの殿堂TEDxにも出場。『感動を創造する言葉の伝え方』のテーマで、日本人では異例の35万回再生（2023年10月現在は41万回）を記録。2023年3月現在では、延べ300社3万人のビジネスパーソンに指導を行った。
著述家エージェント・アップルシードエージェンシーに所属。

## 著書・著述
- 『幸運は、なぜ「むこう」からやってくるのか』（2014年11月18日、学研パブリッシング）ISBN 9784054061729
- 『人を「惹きつける」話し方』（2023年3月16日、プレジデント社）ISBN 9784833424929

※2023年9月29日には、自らナレーションを収録したオーディブル版をリリース。Amazonオーディブル部門で総合1位を3日間獲得。
- 『月刊致知』（2016年10月号）[18][19]

## メディア出演

### テレビ
- 紅白歌合戦（NHK）ダンサー
- 金曜ショータイム（NHK）ダンサー
- ふたりのビッグショー（NHK）ダンサー
- めちゃ×2イケてるッ! ライオンキング（フジテレビ）
- 不可思議探偵団（フジテレビ）
- 日経スペシャル カンブリア宮殿～人間になりたがった猫密着～（テレビ東京）
- ザ・ベストテン（TBS）
- ニッセイ名作劇場「人間になりたがった猫」（NHK）
- ニッセイ名作劇場「桃次郎の冒険」（NHK）
- 劇場への招待 鹿鳴館（NHK）

### ラジオ
- STEP ONE J-WAVE[20][21][22][23][24]
- 槙野智章のユメシャベル[25]

## 主張・発言
- 夢を叶えるために必要な3つのことは「挨拶」、「姿勢」、「素敵な友達」である[26]。
- 言葉には必ず「発する理由」があり、それが一致して初めて言葉になる。言葉の置き所が頭にきている場合は、「唱えてる」という。胸に来ている場合、多くの人はここでアプローチしようとするが、この状態では人を感動させられない。その言葉を発する理由を「腹落ち」させねばならない。その言葉の発する理由、背景を徹底的に考える。それによって客を初めて喜ばせることができる。これを演劇の世界では「フレージングを磨く」と表現したりするが、これは「実感して語る」という表現で言語化できる[27]。「腹に落ちる」とは、こうした言葉を発する理由を腹に満たし、理解・納得できている状態であり、これをビジネスに応用するなら、自分の扱うサービスや商品の知識、開発背景などの情報について、何を聞かれても動じないほどの圧倒的な知識を、まずインプットするべき。大切なのは、別人を装わず、演じもせず、"等身大の自分"で相手と向き合い、淡々と自分のことばで語ることである[28]。
- 自分に起きていることをプラスに捉え直すことで成果は変わる。例えば緊張は一般的には良くないことと捉えられる。しかし、プロの世界では潜在能力を発揮できるチャンスと緊張の捉え方をプラスに切り替えることで集中力を高める機会に変えていける[29]。
- 一流の俳優は、たとえ1000人の観衆がいようとも、目の前の相手の話を一言も聞き逃がさない。今、この瞬間に意識を集中して、相手の話を最後まで聞く。そうすれば、自分が次に話す言葉を用意しなくても、言葉が内側から自然と出てくる[30]。